# Thalia (Den Haag)

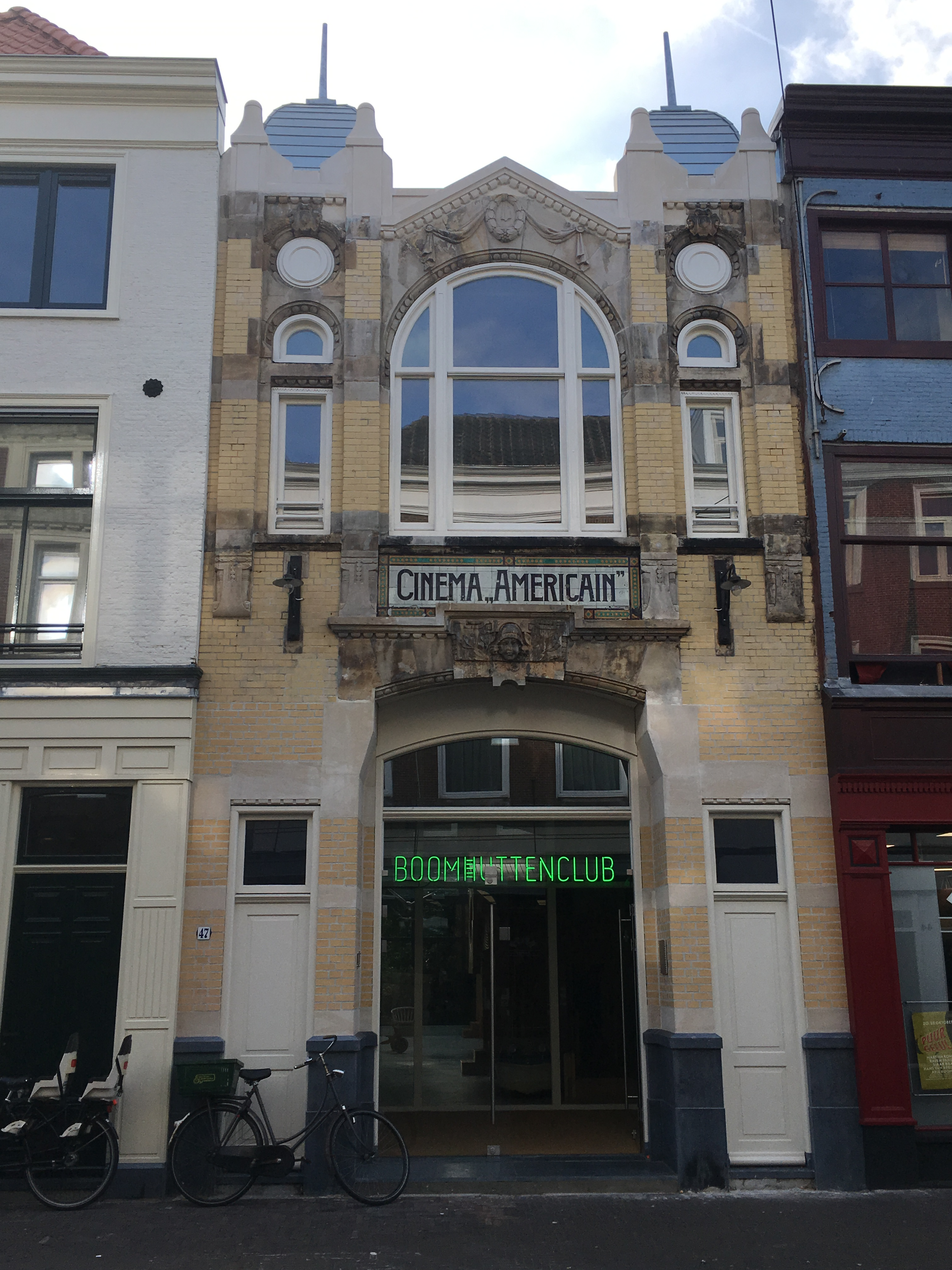
Het gebouw in 2018 met de gevelletters Cinéma "Américain"

Thalia was een bioscoop in Den Haag die aanvankelijk Cinéma Américain (1912-1915) heette en bestond tot 1972.

## Geschiedenis
De bioscoop Cinéma Américain in de Boekhorststraat in Den Haag werd gebouwd naar een ontwerp van architect M. Kuyper Czn. (1881-1948) en was eigendom van Herman van der Stap. De bioscoop had een oppervlakte van 290 vierkante meter en beschikte over circa 400 zitplaatsen. De bioscoop opende op 1 februari 1912 zijn deuren aan de Boekhorststraat 47. De Boekhorststraat was een drukke winkelstraat en er waren naast Cinéma Américain nog twee bioscopen. De gebroeders Mullens, Willy Mullens en Albert Mullens, hadden er de Haagsche Bioscoop (Boekhorststraat 112) en Loet C. Barnstijn was de eigenaar van de Japansche Bioscoop aan de Boekhorststraat 25, met 170 zitplaatsen, die in 1913 opende. Er ontstond een ware concurrentieslag tussen de drie bioscopen, die werd gewonnen door Barnstijn. In 1914 nam hij de bioscoop van de gebroeders Mullens over. In 1915 kocht hij de Cinéma Américain van Herman van der Stap en veranderde hij de naam in Thalia. In 1919 opende bioscoop-theater Alhambra in de Boekhorststraat. De Haagsche Bioscoop werd in 1932 na een verbouwing door een nieuwe eigenaar heropend onder de naam Roxy-theater.
De zoon van Herman van der Stap kocht later de bioscoop weer terug van de Barnstijns en tot de sluiting in de jaren zeventig zou Thalia in bezit van de familie van der Stap blijven. In de jaren vijftig stond het theater onder leiding van P.J. van der Stap en was de bioscoop onderdeel van N.V. Grobion, Maatschappij tot Exploitatie van Amusementsbedrijven. Directeur van deze onderneming was mevrouw Van der Stap-Grigoriëf, moeder van P.J. van der Stap. 

### Filmaanbod
In de jaren vijftig bestond het aanbod vooral uit westerns en actiefilms en het publiek was jong. Vooral films met Roy Rogers waren populair.

### Gebouw
In 1957 werd de gevel van de bioscoop gemoderniseerd, met een glasgevel. In 1972 sloot de bioscoop zijn deuren en de zaal werd na een brand in 1980 gesloopt. In 2016 werd de oude gevel ontdekt na het verwijderen van de witgeschilderde vliesgevel. De oorspronkelijke voorgevel is rijk versierd met natuursteen en bevat een tegeltableau met de oorspronkelijke naam, "Cinema Americain". Mogelijk was de vader van architect M. Kuyper, beeldhouwer van beroep, verantwoordelijk voor het beeldhouwwerk.
Het pand werd in 2017-2018 gerestaureerd door Bakels en Ouwerkerk, architectenbureau was Geusebroek Verheij.